# Kielecki Pułk Obrony Terytorialnej
Kielecki Pułk Obrony Terytorialnej im. Leona Koczaskiego – oddział obrony terytorialnej ludowego Wojska Polskiego.
Kielecki Pułk Obrony Terytorialnej został sformowany na podstawie rozkazu Ministra Obrony Narodowej Nr 010/OTK z dnia 6 maja 1963 roku i zarządzenia Szefa Sztabu Generalnego WP Nr 069/Org. z dnia 6 maja 1963 roku.
Jednostka została zorganizowana w terminie do dnia 30 maja 1963 roku, poza normami wojska, w garnizonie Kielce, według etatu pułku OT kategorii „C”.
Minister Obrony Narodowej rozkazem Nr 42/MON z dnia 12 października 1964 roku nadał pułkowi imię Leona Koczaskiego. 25 października 1964 roku miała miejsce ceremonia wręczenia sztandaru i nadania imienia. W uroczystości udział wzięła żona patrona jednostki, Magdalena oraz jego córka.
W lutym 1969 roku, w wyniku reorganizacji całej formacji OT, pułk przeformowano z kategorii „C” na etat kategorii „A”.
Pułk rozmieszczony był w kompleksie koszarowym 4 pułku zmechanizowanego w Kielcach-Bukówce.
Na podstawie zarządzenia szefa Sztabu Warszawskiego Okręgu Wojskowego z 15 października 1974 roku z dniem 1 marca 1975 roku Kielecki pułk OT został rozformowany.

## Struktura organizacyjna pułku
- dowództwo, sztab,
- 4-6 kompanii piechoty a. 3 plutony piechoty i pluton ckm
- kompania specjalna a. pluton saperów, pluton łączności i pluton chemiczny
- pluton zaopatrzenia

W kwietniu 1965 roku jednostka liczyła etatowo 809 żołnierzy, w grudniu 1974 roku 693 żołnierzy.

## Dowódcy pułku
- płk Antoni Kuprian (1963-1969)
- ppłk Wojciech Rzepkowski